# Liste des cultures pontiques
Pour les articles homonymes, voir Pontiques (homonymie).

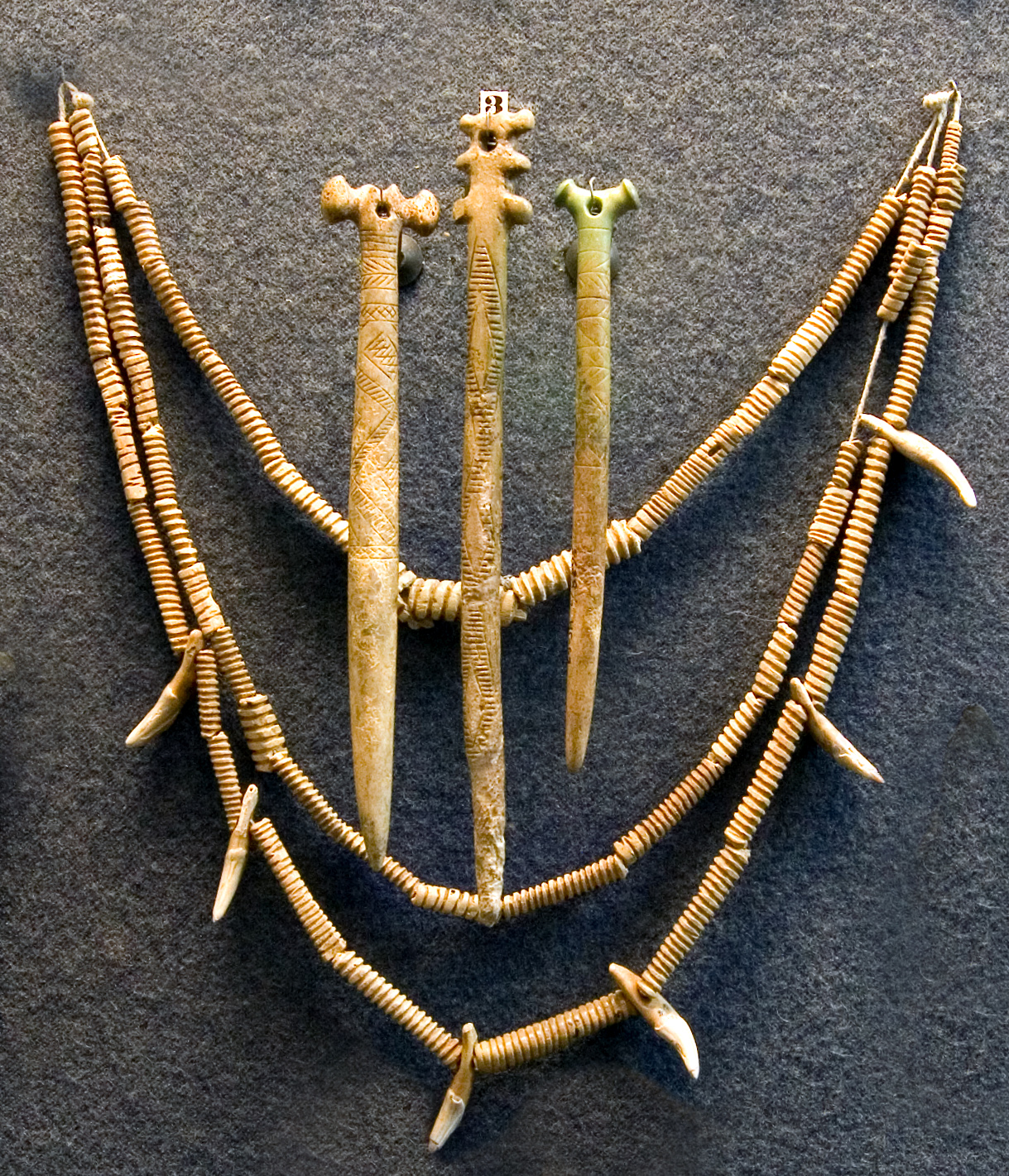
Objets trouvés dans les excavations - Culture Yamna,

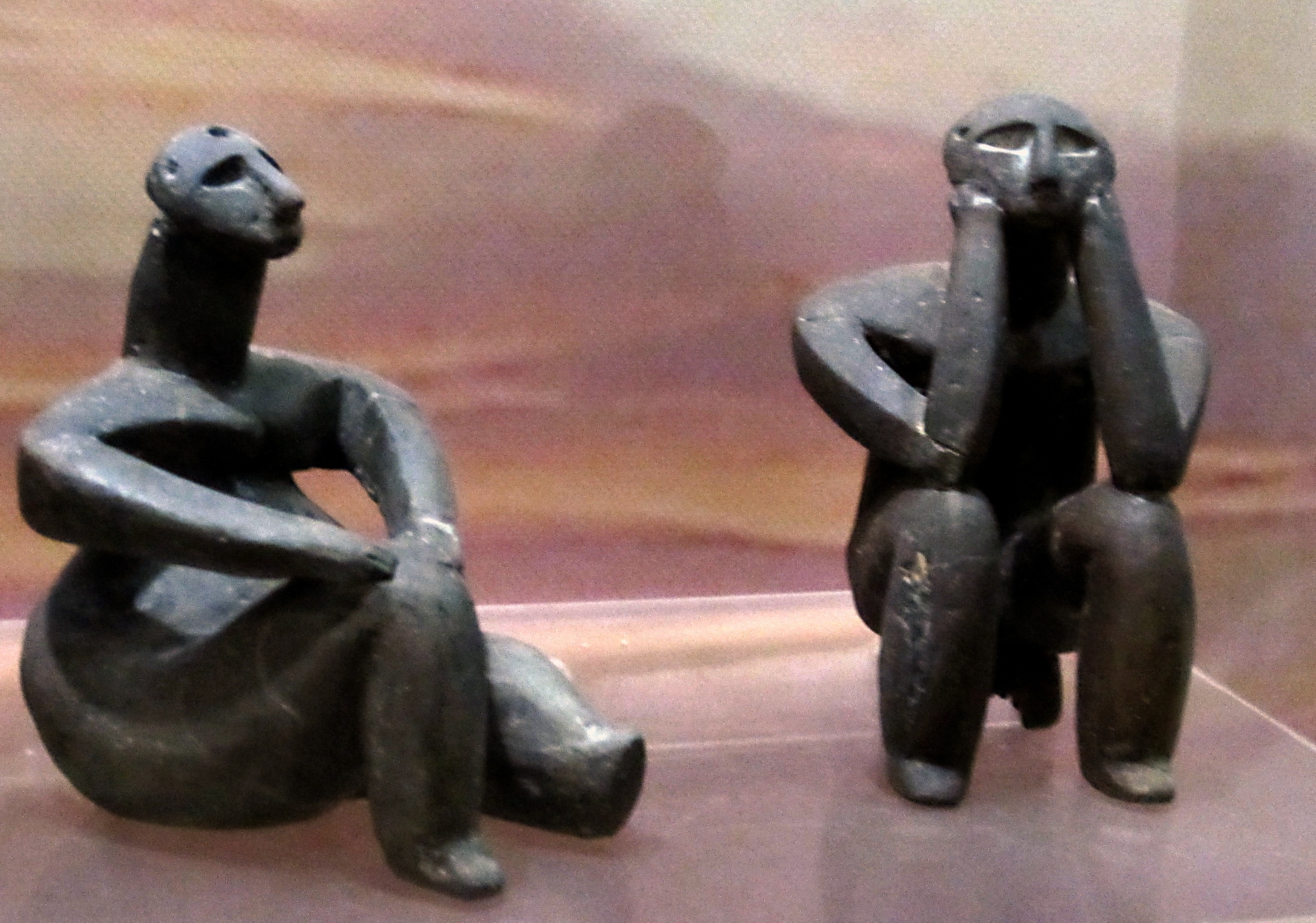
Les « penseurs » de Hamangia.

En archéologie, l'adjectif géographique pontiques désigne les groupes culturels mésolithiques et néolithiques ayant laissé des traces (comme les kourganes) dans la steppe pontique et sur les rives de la Mer Noire (appelée Pont-Euxin dans l'Antiquité).

## Liste
- La culture de Seroglazovka (en) (13 500-9 500 ans av. J.-C.),
- La culture de Khvalynsk (5 000-3 500 ans av. J.-C.),
- La culture de Sredny Stog (4 400-3 900 ans av. J.-C.), pré-kourgane
- Le groupe des cultures de Culture de Mikhaylovka (en) :
  - - culture Kemi-Oba (en) (3 700-2 200 ans av. J.-C.),
  - - culture de Maïkop (3 700-3 000 ans av. J.-C.),
- La culture de Cernavodă (4 000-3 200 ans av. J.-C.),
- La culture de Hamangia (5 200-4 500 ans av. J.-C.),
- La culture d'Usatovo (3 500-3 000 ans av. J.-C.),
- La culture de Cucuteni-Trypillia (5 500-2 750 ans av. J.-C.),
- La culture de Yamna dite aussi « culture des tombes en fosse » (3 500-2 300 ans av. J.-C.),
- La culture de Dniepr-Donets (5 000-4 200 ans av. J.-C.),
- La culture du Dniepr moyen (3 200-2 300 ans av. J.-C.),
- La culture de Samara (5 200-4 800 ans av. J.-C.),
- La culture des catacombes (2 800-2 200 ans av. J.-C.),

## Ouvrage de référence
1. ↑  David W. Anthony, The Horse, the Wheel, and Language: How Bronze-Age Riders from the Eurasian Steppes Shaped the Modern World, Princeton University Press,  (ISBN 9781400831104)

### Catégories
- Cultures néolithiques en Europe (en)
- Cultures archéologiques en Europe de l'Est (en)
- Préhistoire de l'Europe du Sud-ESt (en)
- Cultures archéologiques indo-européennes (en)
- Sites archéologiques indo-européens (en)
- Cultures néolithiques en Europe